# Eparchia di Kaluga

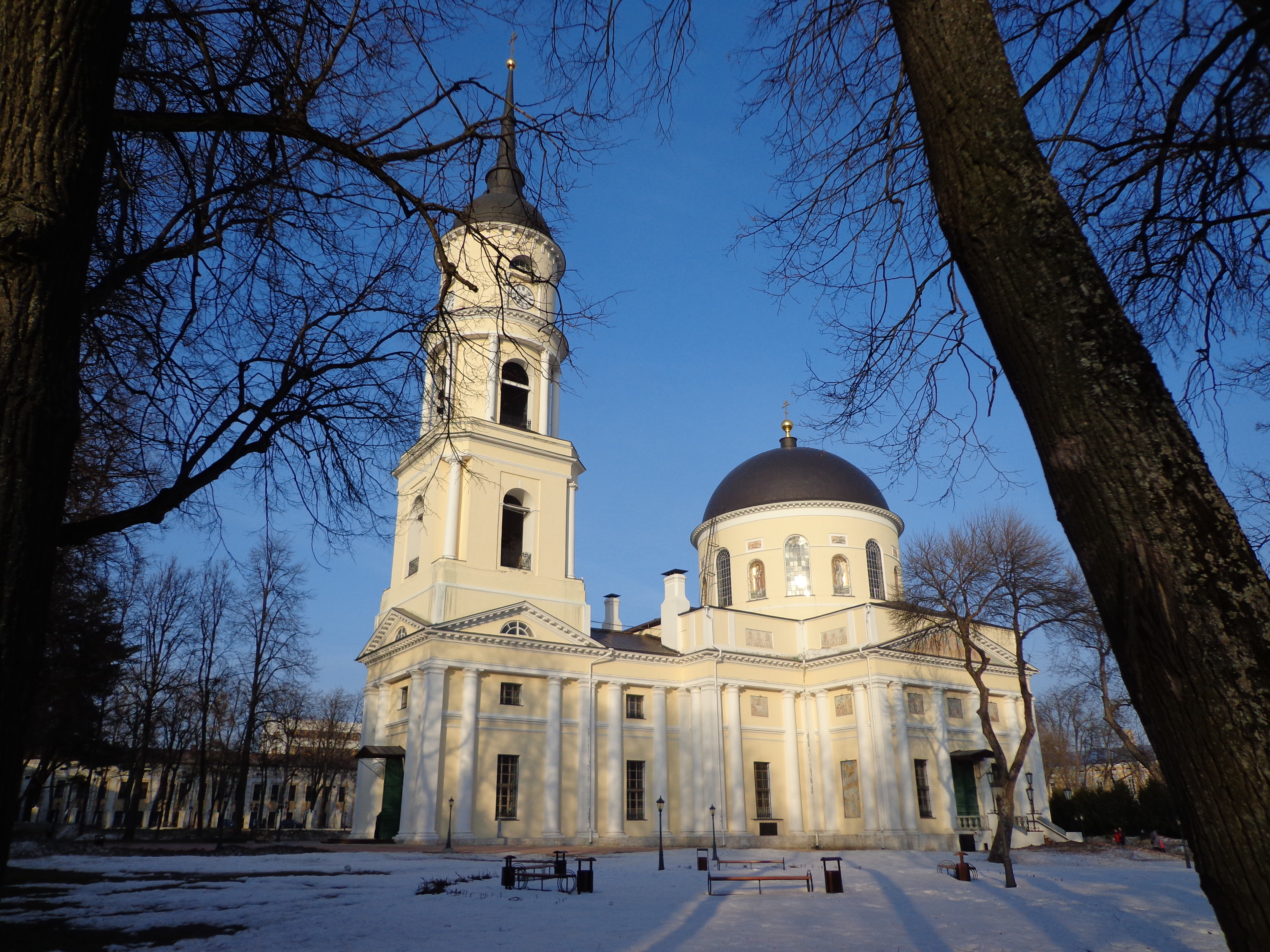
La cattedrale della Trinità di Kaluga.

L'eparchia di Kaluga (in russo Калужская епархия?) è una diocesi della Chiesa ortodossa russa, appartenente alla metropolia di Kaluga.

## Territorio
L'eparchia comprende le città di Kaluga e di Obninsk e i rajon Borovskij, Žukovskij, Malojaroslaveckij, Ferzikovskij, Tarusskij, Dzeržinskij, Medynskij, Peremyšl'skij, Babyninskij e Meščovskij nella oblast' di Kaluga nel circondario federale centrale.
Sede eparchiale è la città di Kaluga, dove si trova la cattedrale della Trinità.
L'eparca ha il titolo ufficiale di «metropolita di Kaluga e Borovsk».

## Storia
L'eparchia di Kaluga fu eretta il 26 ottobre 1799 con un decreto dell'imperatore Paolo I di Russia.
Il 2 ottobre 2013, con decisione del Santo Sinodo della Chiesa ortodossa russa, ha ceduto porzioni del suo territorio a vantaggio dell'erezione delle eparchie di Kozel'sk e di Pesočnja.